# Tristão em Prosa
Tristão em Prosa é um romance em prosa medieval sobre o tema do amor trágico entre Tristão e Isolda. Escrito em francês, é o primeiro texto que liga a história de Tristão com o Ciclo Arturiano.
Tristão em Prosa foi escrito entre 1230 e 1240, pouco depois de outra grande obra sobre a cavalaria medieval, o Ciclo do Lancelote-Graal. De fato, o Tristão em Prosa foi muito influenciado pelo Lancelote-Graal especialmente em suas seções finais. Pouco tempo depois, parte dos elementos do Tristão foi incorporada ao Ciclo da Post-Vulgata, na seção da Demanda do Santo Graal.
Apesar de ser um romance em prosa em sua maior parte, o Tristão em Prosa incorpora também partes em forma lírica (poemas e canções) que expressam diversos sentimentos dos personagens, à maneira de uma opereta ou musical.